# Maël
Maël  è un nome proprio di persona francese e bretone maschile.

## Varianti
- Bretone: Mael[1][2]
  - Femminili: Maelys[2], Maëlle[1]
- Francese
  - Femminili: Maëlys[1][2], Maëlle[1][2], Maëlie[1]

## Origine e diffusione
È tratto dal termine celtico mael, che vuol dire "principe", "capo"; dallo stesso vocabolo deriva anche Armel.

## Onomastico
L'onomastico ricorre il 13 maggio in memoria di san Maël, seguace bretone di san Cadfan, eremita a Bardsey.

## Persone
- Maël Lebrun, cestista francese
- Maël Lépicier, calciatore della Repubblica del Congo

### Variante femminile Maëlle
- Maëlle Garbino, calciatrice francese
- Maëlle Lakrar, calciatrice francese
- Maëlle Ricker, snowboarder canadese